# Monticello (Missouri)
Monticello település az Amerikai Egyesült Államok Missouri államában, Lewis megyében, melynek megyeszékhelye is. Lakosainak száma 104 fő (2020. április 1.).

## Népesség
A település népességének változása:

| 2010 | 98  |
| 2020 | 104 |